# Tachyphonus
Tachyphonus – rodzaj ptaków z podrodziny żałobników (Tachyphoninae) w rodzinie tanagrowatych (Thraupidae).

## Zasięg występowania
Rodzaj obejmuje gatunki występujące w Ameryce Centralnej i Południowej.

## Morfologia
Długość ciała 14–17 cm; masa ciała 14–42,5 g.

## Systematyka

### Etymologia
- Tachyphonus: gr. ταχυφωνος takhuphōnos „szybko mówiący”, od ταχυς takhus „szybki”; φωνεω phōneō „mówić”[9].
- Pyrrota (Pyrrotes, Pyrrhota): gr. πυρροτης purrhotēs „rudy kolor włosów, czerwień”, od πυρ pur, πυρος puros „ogień”[10]. Gatunek typowy: Tangara rufa Boddaert, 1783.
- Maschalethraupis: gr. μασχαλη maskhalē „pacha”; θραυπις thraupis „niezidentyfikowany, mały ptak”, być może typ jakiejś zięby, wspomniany przez Arystotelesa. W ornitologii thraupis oznacza „tanagrę”[11]. Gatunek typowy: Turdus surinamus Linnaeus, 1766.
- Chrysocorypha: gr. χρυσος khrusos „złoto”; κορυφη koruphē „czubek głowy”, od κορυς korus, κορυθος koruthos „hełm”[12]. Gatunek typowy: Tachyphonus delatrii Lafresnaye, 1847.

### Podział systematyczny
Do rodzaju należą następujące gatunki:
- Tachyphonus delatrii Lafresnaye, 1847 – żałobnik nadbrzeżny
- Tachyphonus surinamus (Linnaeus, 1766) – żałobnik płowoczuby
- Tachyphonus phoenicius  Swainson, 1838 – żałobnik epoletowy
- Tachyphonus rufus (Boddaert, 1783) – żałobnik czarny
- Tachyphonus coronatus (Vieillot, 1822) – żałobnik koroniasty